# Cotonou
Cotonou Benin gazdasági központja, egyben legnagyobb városa. Lakosainak hivatalos száma 2006-ban 761 137 volt, bizonyos becslések azonban akár 1,2 millió lakost is emlegetnek. A lakosok száma 1960-ban mindössze 70 000 volt. A város nyugat felé folyamatosan terjeszkedik. A város az ország délkeleti részében fekszik, az Atlanti-óceán és a Nokoué-tó között.

## Földrajz
Cotonou Benin délkeleti, tengerparti részén fekszik, az Atlanti-óceán és a Nokoué-tó között.

### Éghajlat
Cotonou trópusi nedves és száraz éghajlattal rendelkezik, két esős évszak (április-július és szeptember-október), és két száraz évszak váltja egymást. A hőmérséklet viszonylag állandó egész évben, az átlagos maximum hőmérséklet 30 °C körüli, az átlagos minimum hőmérséklet 25 °C körüli.
| Hónap                         | Jan. | Feb. | Már. | Ápr. | Máj. | Jún. | Júl. | Aug. | Szep. | Okt. | Nov. | Dec. | Év   |
| ----------------------------- | ---- | ---- | ---- | ---- | ---- | ---- | ---- | ---- | ----- | ---- | ---- | ---- | ---- |
| Rekord max. hőmérséklet (°C)  | 32,6 | 33,2 | 33,5 | 33,6 | 31,5 | 29,7 | 29,1 | 30,0 | 31,1  | 32,1 | 32,3 | 34,1 | 34,1 |
| Átlagos max. hőmérséklet (°C) | 30,8 | 31,6 | 31,9 | 31,6 | 31,0 | 29,2 | 28,0 | 27,8 | 28,4  | 29,6 | 30,9 | 30,8 | 30,1 |
| Átlaghőmérséklet (°C)         | 27,3 | 28,5 | 28,9 | 28,6 | 27,8 | 26,5 | 25,8 | 25,6 | 26,0  | 26,7 | 27,6 | 27,3 | 27,2 |
| Átlagos min. hőmérséklet (°C) | 23,8 | 25,4 | 25,9 | 25,6 | 24,6 | 23,7 | 23,7 | 23,4 | 23,6  | 23,8 | 24,3 | 23,8 | 24,3 |
| Rekord min. hőmérséklet (°C)  | 20,5 | 21,7 | 21,8 | 21,8 | 21,4 | 21,2 | 21,5 | 21,6 | 21,4  | 21,4 | 22,0 | 20,8 | 20,5 |
| Átl. csapadékmennyiség (mm)   | 9    | 36   | 73   | 137  | 196  | 356  | 146  | 65   | 99    | 126  | 41   | 19   | 1303 |
| Havi napsütéses órák száma    | 213  | 210  | 223  | 219  | 213  | 141  | 136  | 148  | 165   | 207  | 243  | 223  | 2341 |
| Forrás: BBC Weather           |      |      |      |      |      |      |      |      |       |      |      |      |      |

## Története
A Cotonou név fon nyelven „a halálfolyó száját” jelenti. A 19. század elején Cotonou (melyet akkoriban Kotonou-nak írtak) mindössze kis halászfalu volt. Eredetileg a Dahomey királyság alá tartozott, majd 1851-ben Franciaország szerződést kötött Dahomey királyával, Ghezo-val, melynek értelmében kereskedelmi állomást hozhattak létre Cotonou-ban. Utódja, Glele uralkodása alatt (1858-1889) a területet az 1868. május 19-én aláírt nemzetközi szerződés értelmében átengedték Franciaországnak. 1883-ban a francia haditengerészet elfoglalta a várost, abból a célból, hogy a britek hódítását megakadályozzák. Glele 1889-ben bekövetkezett halála után fia, Behanzin sikertelenül próbálkozott a szerződés felülvizsgálatával. Ettől az időponttól kezdve a város gyorsan fejlődött és a régió legnagyobb kikötőjévé vált.

## A népesség változása
- 1979: 320 348 (népszámlálás)
- 1992: 536 827 (népszámlálás)
- 2002: 665 100 (becslés)
- 2005: 690 584 (becslés)

## Közlekedés és gazdaság

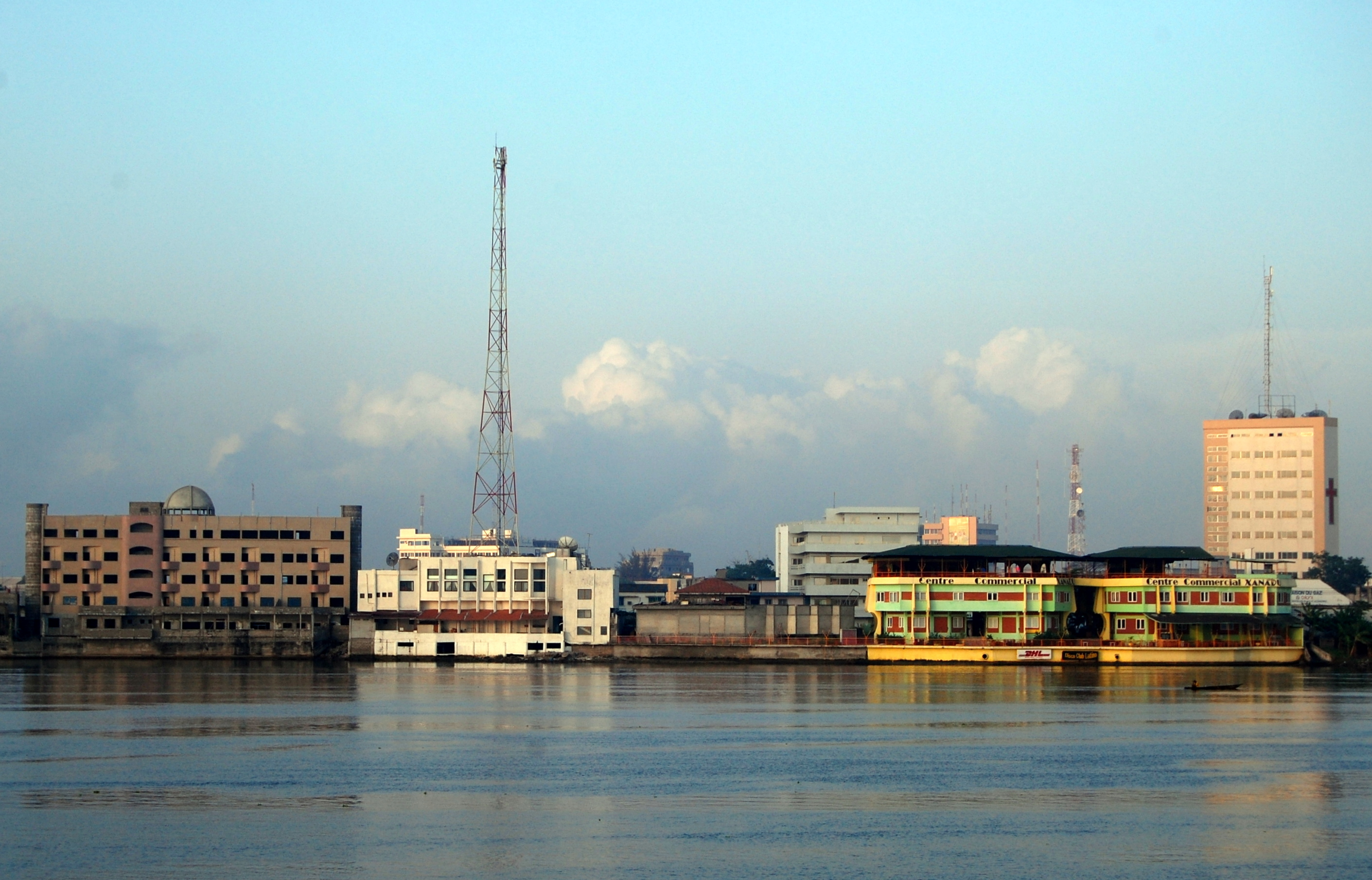
Cotonou kikötője

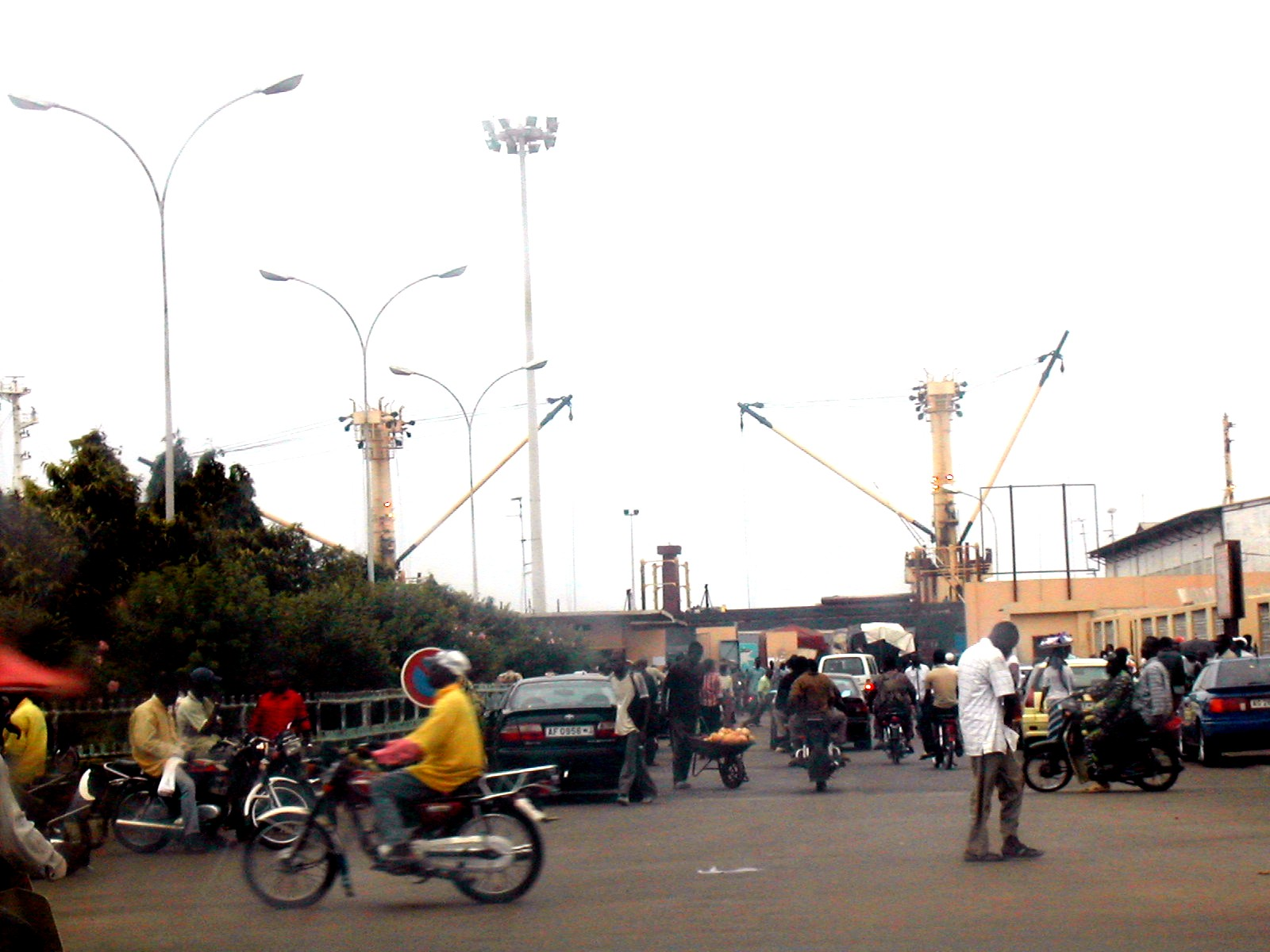
Utcakép Cotonou kikötőjénél

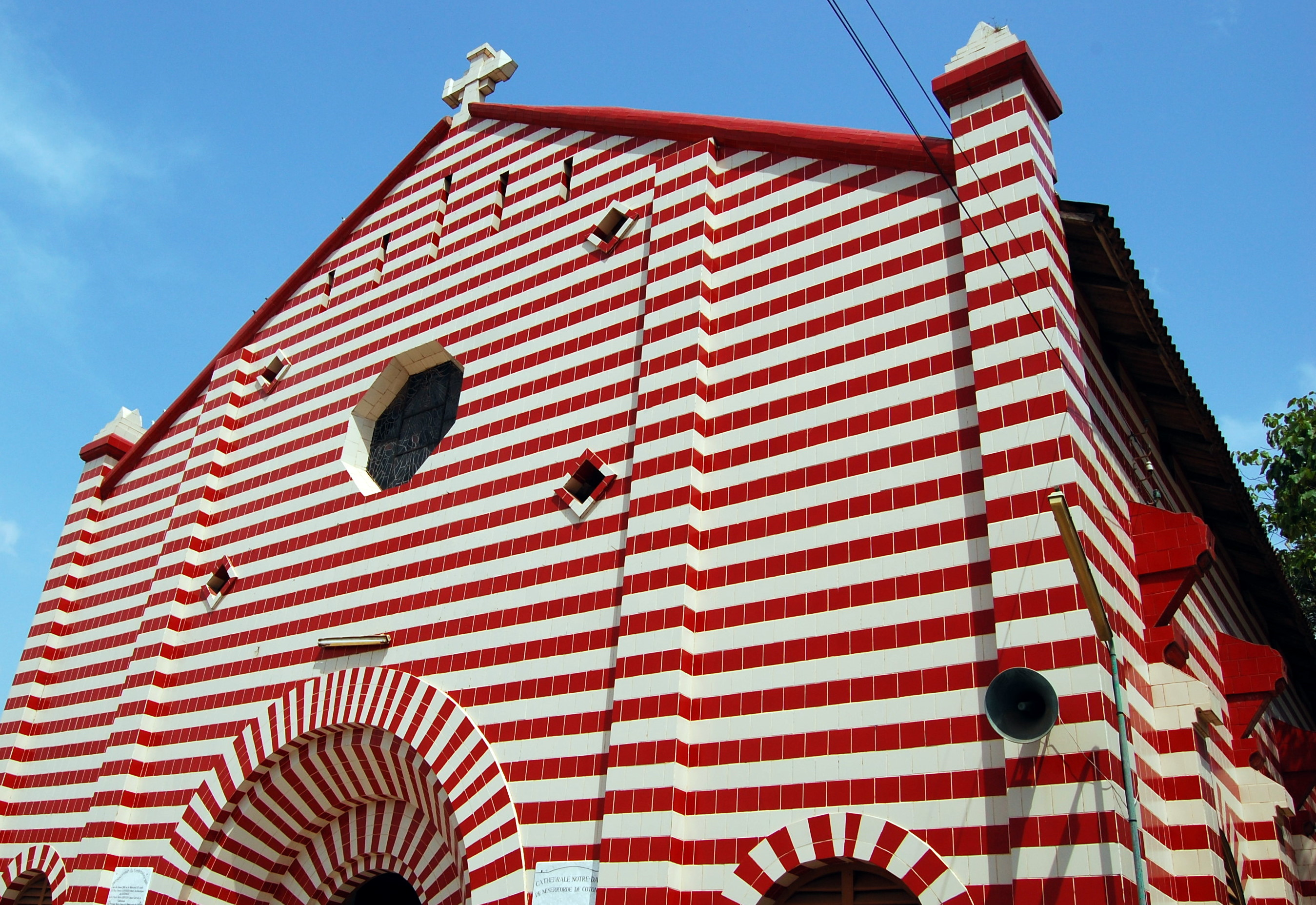
A Cotonou Katedrális

A Cotonou Autonóm Kikötő Nyugat-Afrika egyik legnagyobb kikötője. A várost a Benin-Niger vasútvonal köti össze az ország északi részében fekvő Parakou-val. A Cadjehoun nemzetközi repülőtér összeköttetést biztosít a régió fővárosaival és Franciaországgal, továbbá Benin fontosabb városaival: Parakou-val, Kandival, Natitingou-val, Djougou-val és Savè-val. Több szomszédos országgal, Nigériával, Burkina Fasóval, Nigerrel és Togóval országúti összeköttetése is van.
A jó közlekedési kapcsolatok következtében Cotonou a nyugat-afrikai kereskedelem fontos központjává vált; sok kereskedelmi tevékenység helyeződött át ide Abidjanból az Elefántcsontparton dúló polgárháború miatt. Cotonou úgynevezett „piacváros”, mely Afrika belső országaival, Malival, Burkina Fasóval és Nigerrel folyó kereskedelmet teszi lehetővé. A kikötő mellett a városban egy szabadkereskedelmi zóna található, melyet a tengertől elzárt szaharai államok használnak. A városban elterjedt a korrupció és az illegális kereskedelem, különösen a szomszédos Nigériával. Cotonou az ország gazdasági fővárosának tekinthető, mivel itt található Benin iparának kétharmada, valamint az ország legfontosabb vállalkozásainak és bankjainak központja.
A legfontosabb feldolgozóiparok: pálmaolaj előállítás, sörfőzés, textilipar és cementipar. A városban gépjármű- és kerékpár-összeszerelés is folyik, továbbá fűrészmalmok is találhatók benne. Legfontosabb exporttermékei a kőolajipari termékek, bauxit és vasérc. A tengerben olajfúró-tornyok működnek. A város a gépjármű-kereskedelem központja, az európai modelleket hatalmas nyitott parkolókban árulják.
Cotonou Missebo kerületében afrikai textilpiac működik, melyet főként indiai nagy- és kiskereskedők irányítanak.

## Nevezetességek
Cotonou amellett, hogy Benin legnagyobb városa, számos kormányhivatalnak és diplomáciai szolgálatnak ad otthont; így ez Benin de facto fővárosa, bár a hivatalos főváros Porto Novo. A Cotonou Autonóm Kikötőnek köszönhetően a város elsősorban fontos kikötőként ismert; emellett repülőtere és a várost Parakouval összekötő vasútvonala is van. További jellegzetességek: Cotonou Barátság Stadion, Cotonou Katedrális, Cotonou Központi Mecset, valamint a 20 hektáros Dantokpa Piac, melyben fetispiac is található, és melynek kereskedelmi forgalma meghaladja a napi 1 milliárd CFA frankot. A Benini Állami Egyetem is Cotonou-ban működik. A város egy másik jellegzetessége a motorkerékpár-taxi, melyet a helyiek Zémidjans-nak hívnak.

## Cotonou-i Megállapodás
A Cotonoui Megállapodás az Európai Unió valamint afrikai, Karib-tengeri és Csendes-óceáni államok (ACP-országok) csoportja közt létrejött nemzetközi szerződés. 2000 júniusában írta alá Cotonou-ban 79 ACP ország és az Európai Unió akkori tizenöt tagállama. 2003-ban lépett hatályba, ez az ACP-EU Fejlesztési Együttműködés legfrissebb egyezménye. A Megállapodás célja a szegénység csökkentése és végső fokon megszüntetése, a fenntartható fejlődéshez való hozzájárulással és ACP-országok világgazdaságba történő fokozatos integrációjával.

## Testvérvárosok
- Atlanta, Georgia, Amerikai Egyesült Államok (1995)
- Salvador, Bahia, Brazília (1987)[2]
- Tajpej, Kínai Köztársaság (1967)
- Rosny-sous-Bois, Franciaország (2006)